# L'Imam Seydi
L'Imam Seydi (Parigi, 31 agosto 1985) è un ex calciatore francese di origini senegalesi, di ruolo attaccante.